# Immersione in corrente
Una immersione in corrente è un tipo di immersione subacquea ricreativa che si svolge in acque, sia dolci che salate caratterizzate da corrente.
Quello che può spingere un subacqueo ad immergersi in corrente può essere sia la ricerca della sensazione di essere sospinto da una massa d'acqua in movimento, sia motivazioni di tipo faunistico: le correnti infatti smuovono grandi quantità di plancton, attirando così un gran numero di specie marine.
Va detto inoltre che, durante una normale immersione, si possono comunque incontrare correnti anche se non è intenzione del sub immergersi in tali condizioni; la gestione di un'immersione in corrente è pertanto argomento di molte didattiche durante i corsi per il rilascio di brevetti di secondo livello (come l'AOWD PADI, AOWD SNSI e l'equivalente CMAS) o anche in corsi di approfondimento appositi (come quello FIPSAS).

## Tipi di immersione

### Immersione con barca ancorata
È la tipologia di immersione in corrente più comune nei mari italiani, per via delle scarse correnti che caratterizzano le coste nazionali. Nonostante questo è comunque consigliabile informarsi sempre su quale la direzione della corrente, verificando se possibile di persona sul posto: un secchio calato in acqua legato ad una cima è il metodo più comunemente utilizzato, dato che si orienterà in direzione della corrente inclinandosi più o meno a seconda dell'intensità di questa.
Durante l'immersione ci si muoverà a ridosso del fondale, se possibile, in quanto la corrente è meno intensa per via degli ostacoli che il fondo presenta al movimento dell'acqua; in ogni caso ci si muoverà controcorrente solo all'inizio dell'immersione e mai durante la risalita, quando si sarà più stanchi.

### Immersione con barca a seguire
Nel caso di località con correnti molto forti questo è l'unico modo di effettuare un'immersione in corrente: i subacquei verranno trasportati dalla corrente, e la barca dovrà seguire le bolle prodotte dagli erogatori (o un pedagno) in modo da essere pronta sul punto di emersione.
Le difficoltà di questo tipo di immersione si ritrovano nella difficoltà di mantenere il gruppo compatto e nella difficoltà di contrastare la corrente in caso di necessità. È quindi fondamentale essere adeguatamente preparati all'immersione e conoscere le eventuali manovre da eseguire in caso di difficoltà.

### Immersione in fiume
Le immersioni nelle correnti fluviali sono del tutto simili a quelle con correnti forti, con alcuni accorgimenti:
- la corrente, in caso di curve nel tracciato del fiume, è più forte nel punto col raggio minore;
- strozzature del fiume producono una corrente più forte (effetto Venturi);
- la temperatura dell'acqua sarà più bassa.